# Louis von Hanenfeldt
Karl Konrad Louis von Hanenfeldt (* 23. November 1815 in Labiau; † 18. Mai 1888 in Dresden) war ein preußischer Generalleutnant.

## Leben

### Herkunft
Louis von Hanenfeldt entstammte einem alten baltischen Geschlecht und war der Sohn von Leopold Konrad Konstantin von Hanenfeldt (* 14. Juni 1775 in Poduren; † 3. Juli 1828 in Labiau) und dessen Ehefrau Luise, geborene von Rogalla (* 4. November 1780; † 9. Mai 1873 in Königsberg).

### Militärkarriere
Hanenfeldt war ab 16. Mai 1827 Kadett in Kulm und wechselte dann im August 1829 an die Kadettenanstalt Berlin. Von dort wurde er am 7. August 1832 als Sekondeleutnant dem 1. Infanterie-Regiment der Preußischen Armee überwiesen. Zur weiteren Ausbildung erfolgte von November 1832 bis Oktober 1836 sowie von Oktober 1840 bis Mitte Juni 1841 seine Kommandierung zur Allgemeinen Kriegsakademie. Zwischenzeitlich war Hanenfeldt von September 1838 bis 30. Juni 1840 Lehrer an der Divisionsschule der 1. Division. 
Im Laufe der kommenden Jahre folgten weitere Kommandierungen, zunächst als Erzieher bei der Kadettenanstalt Berlin, dann zur topografischen Abteilung des Großen Generalstabes und zum Großen Generalstab. Hierher wurde Hanenfeldt unter gleichzeitiger Beförderung zum Premierleutnant am 27. März 1848 versetzt. Drei Monate später folgte seine Versetzung in den Generalstab des II. Armee-Korps nach Stettin und seine Beförderung zum Hauptmann am 6. Januar 1849. Im April 1853 erhielt Hanenfeldt die Erlaubnis, an einer französischen Expedition in Algier teilzunehmen. Er kehrte anschließend auf seinen alten Posten zurück, wurde am 18. Juni 1853 Major und am 28. März 1854 wieder in den Großen Generalstab versetzt. Von Mitte Mai 1855 bis Ende Januar 1857 war er im Generalstab der 13. Division in Münster und anschließend im Generalstab des I. Armee-Korps in Königsberg. 
Am 8. Januar 1858 wechselte er in den Truppendienst als Bataillonskommandeur im Infanterie-Regiment Nr. 21, wo er am 22. Mai 1858 zum Oberstleutnant befördert wurde. Am 18. Januar 1859 wechselte Hanenfeldt als Abteilungsleiter wieder in den Großen Generalstab, in dem er bis zu seiner Versetzung als Chef des Generalstabes des II. Armee-Korps bis zum 28. Oktober 1859 verblieb. Beim II. Armee-Korps wurde er am 1. Juli 1860 zum Oberst befördert; auch wurde er in dieser Dienststellung mit dem Kronenorden III. Klasse sowie dem Kommandeurskreuz des Sankt-Olav-Ordens ausgezeichnet.
Ab 5. März 1863 war Hanenfeldt Kommandeur des Grenadier-Regiments Nr. 11. Er wurde am 13. August 1864 à la suite gestellt und unter gleichzeitiger Ernennung zum Kommandeur der 21. Infanterie-Brigade ernannt sowie am 18. April 1865 zum Generalmajor befördert. Als solcher nahm er 1866 während des  Krieges gegen Österreich an der Schlacht bei Königgrätz teil. Seine Brigade eroberte dabei 35 Geschütze und konnte über 2000 Gefangene einbringen. Dafür erhielt Hanenfeldt am 20. September 1866 die höchste preußische Tapferkeitsauszeichnung, den Orden Pour le Mérite. Nach Kriegsende wurde er am 30. Oktober 1866 zum Kommandeur der 2. Division ernannt und am 18. April 1867 zum Generalleutnant befördert.
Am 21. April 1868 wurde Hanenfeldt unter Verleihung des Sterns zum Roten Adlerorden II. Klasse mit Pension zur Disposition gestellt. Während des Deutsch-Französischen Krieges erfolgte ab 23. Juli 1870 seine Verwendung als stellvertretender Chef des Generalstabes der Armee. Von dieser Stellung wurde Hanenfeldt am 23. Mai 1871 entbunden. Kurz darauf wurde ihm das Großkomturkreuz des Bayerischen Militärverdienstordens verliehen.

### Familie

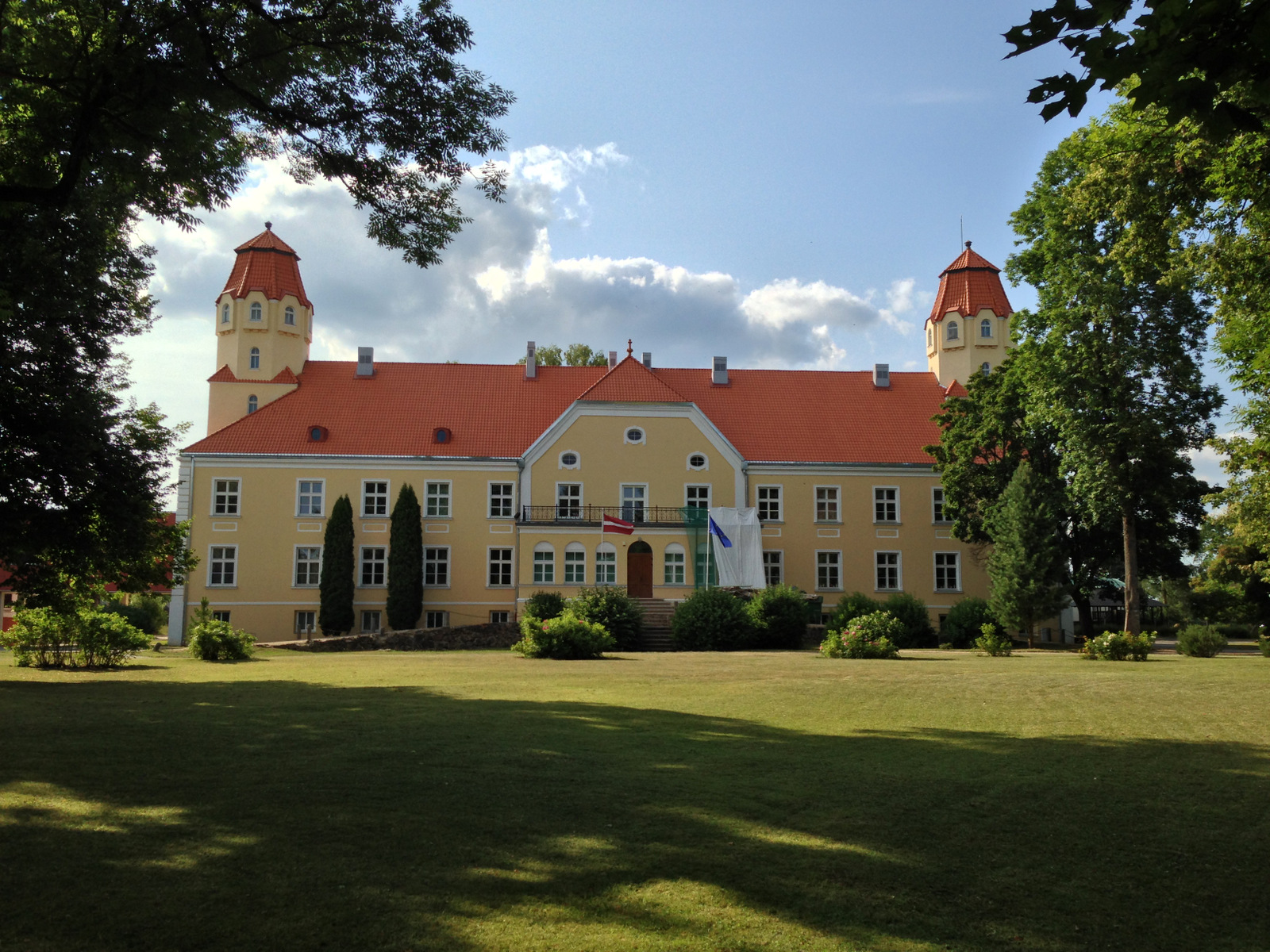
Schloss Sunzel, 2013

Hanenfeldt heiratete am 19. Mai 1860 Friederike Magdalene von Hanenfeld (* 26. August 1834 in Sunzel, Livland; † 6. April 1909 in Dresden), Tochter des Ordnungsgerichtsadjuncten Johann von Hanenfeld, der 1851 das Schloss Sunzel gekauft hatte. Aus der Ehe gingen die beiden Kinder Friedrich (* 20. Mai 1861) und Luise (* 2. November 1862) hervor.